# Olympische Sommerspiele 2004/Teilnehmer (Haiti)
| Gelbes Symbol für Goldmedaillen mit stilisierten Olympischen Ringen | Graues Symbol für Silbermedaillen mit stilisierten Olympischen Ringen | Braundes Symbol für Bronzemedaillen mit stilisierten Olympischen Ringen |
| ------------------------------------------------------------------- | --------------------------------------------------------------------- | ----------------------------------------------------------------------- |
| —                                                                   | —                                                                     | —                                                                       |

Haiti nahm an den Olympischen Sommerspielen 2004 in Athen, Griechenland, mit einer Delegation von acht Sportlern (sieben Männer und eine Frau) teil.

## Teilnehmer nach Sportarten

### Boxen
- André Berto
Weltergewicht (bis 69 kg) Männer: Qualifikation

### Judo
- Ernst Laraque
Leichtgewicht (bis 73 kg) Männer: Qualifikation

- Joel Brutus
Schwergewicht (über 100 kg) Männer: Qualifikation

### Leichtathletik
- Dudley Dorival
110 Meter Hürden Männer: Halbfinale

- Nadine Faustin-Parker
100 Meter Hürden Frauen: Halbfinale

- Dadi Denis
400 Meter Männer: Vorläufe

- Moise Joseph
800 Meter Männer: Vorläufe

### Taekwondo
- Sanon Tudor
Klasse über 80 kg Männer: Achtelfinale